# Murad II
Murad II (född 1404 i Amasya, död 3 februari 1451 i Edirne) var sultan av Osmanska riket från 1421 till sin död, förutom en period mellan 1444 och 1446. Murads regeringstid präglades av de långa krig han förde mot de kristna om herraväldet på Balkan samt mot turkiska emirat i Anatolien.

## Tidig karriär
Murad växte upp i Amasya i norra Anatolien. Då hans far, Mehmet I, avled år 1421 ärvde Murad, vid 17 års ålder, den osmanska tronen. Han lämnade sitt guvernörskap i Mindre Asien och begav sig först till Bursa för att försäkra sig om stöd där innan han begav sig till Edirne, där regeringen hade lyckats hålla hans fars död hemlig, för begravning och kröning. 
I ett försök att utnyttja den instabilitet som ofta följde på en ny sultans tillträde lät den bysantinske kejsaren, Manuel II Palaiologos, strax efter Murads trontillträde släppa dennes farbror Mustafa Çelebi fri från fångenskapen i Konstantinopel och stödja honom som Beyazits rättmätige arvtagare, i utbyte mot att Mustafa skulle ge flera viktiga hamnstäder till Bysans om han blev osmanernas härskare. Mustafa lyckades samla ihop en styrka och, understödd av den bysantinska flottan, besegrade han en armé under Murads storvesir Beyazit Pascha. Mustafa intog delar av Thrakien, utropade sig till sultan i Edirne och begav sig över Dardanellerna till Anatolien där han dock besegrades av Murad sedan flertalet av hans män deserterat. Mustafa retirerade över till Europa och sökte skydd i Gallipoli där han belägrades av den osmanska armén och den allierade genuesiska flottan. Enligt vissa källor förråddes Mustafa och utlämnades till sultanen, som i Edirne lät strypa honom; enligt andra intog Murad först staden. 
Som hämnd mot bysantinarna lät sultanen inleda en belägring av Konstantinopel i juni 1422. Ett storskaligt anfall mot stadsmurarna den 24 augusti slogs dock tillbaka. Belägringen hävdes snart då ett uppror, lett av Murads trettonårige bror Mustafa och understött av såväl bysantinarna som flera turkiska emirat, kallade på sultanens uppmärksamhet i Anatolien. Murad infångade och avrättade i oktober sin yngre bror när denne var i färd med att belägra Bursa. Murad fortsatte även åt öst där han besegrade emiratet Isfendyaroghlu och gjorde det till vasallstat. Samtidigt hade vojvoden Vlad Dracul av Valakiet anfallit det osmanska Bulgarien, men denne drevs tillbaka och blev vasall.

## Tidiga krig
På våren 1423 förde Murad sin armé ner i Grekland och invaderade det bysantinska Peloponnesos och begav sig sedan norrut igen för att belägra Thessaloniki, som var den sista större bysantinska staden näst Konstantinopel. Invånarna i staden sålde dock staden till Venedig, som tog den osmanska belägringen av staden som en krigsförklaring. Murad lyckades inta Thessaloniki, men armén drevs snart därifrån och venetianarna återtog staden understödda av sin starka flotta. Murad slöt senare ett avtal med venetianarna där de fick betala tribut för staden.
Efter att i oktober 1423 i Efesos slutit ett fördrag med den bysantinske kejsaren Johannes VIII Palaiologos, vilket gjorde denne till vasall och gav osmanerna alla resterande bysantinska hamnar i Svarta havet utom två, begav sig Murat västerut på Balkan. Han invaderade Valakiet i syfte att återställa det valakiska vasallskapet, som förlorats till Ungern, men en stor serbisk armé intågade då i Bulgarien och hotade Sofia. När sultanen mötte och besegrade den serbiska armén inföll en ungersk genom Valakiet in i Bulgarien norrifrån. Ungrarna drevs med nöd och näppe tillbaka över Donau och Murad var tvungen att bege sig över till Anatolien för att möta det turkiska emiratet Karaman som gått i förbund med Serbien och Ungern och invaderat osmansk mark. Karamanerna hindrades men inget anfall företogs mot Karaman, i stället företogs vidare fälttåg mot andra turkiska emirat och fram till år 1428 hade Aydın, Germiyan, Menteşe och Tekke erövrats; fram till 1430 även Kastamuni, Isfendiyar och Sinop.

## Erövringar på Balkan
År 1427 dog prins Stefan Lazarević av Serbien och både kung Sigismund av Ungern och sultan Murad gjorde anspråk på den serbiska kronan. Båda härskarna invaderade Serbien, som nu styrdes av Georg Branković, från var sitt håll. Ungrarna intog Belgrad och osmanerna lyckades bland annat ta fortet Golubat.
I mars 1430 belägrades återigen Thessaloniki och denna gång föll staden och blev osmansk. Murad begav sig sedan till Albanien och besegrade där de albanska stammarna Arianit och Kastriote (den sistnämnda under Johan Kastriote). Han vasalliserade furst Carlo II i Epirus, som tidigare varit neapolitansk vasall, samt en annan furste i Akarnanien, under 1431. 
År 1435 företog Murad en invasion av Serbien och kunde göra Georg Branković till vasall samt, 1438, tillskansa sig staden Buroč i norra Serbien varifrån han företog ett lyckat fälttåg in i det ungerska Transsylvanien. Fälttåg företogs även in i Bosnien.
Efter kung Sigismunds död 1437 hade Ungern hamnat i en djup politisk kris, och då Albert II dog år 1440 passade Murad på att anfalla, men lyckades inte inta Belgrad, som var en strategisk punkt på Ungerns sydgräns, utan fick häva belägringen. Året därpå sändes hären in på härjningståg i Ungern, men sultanen själv begav sig till Thrakien för att understödja den bysantinske tronpretendenten Demetrios. Pretendenten misslyckades dock och i Ungern hade János Hunyadi lyckats samla ungrarna och driva ut den osmanska armén.

## Sista korståget
Bysans hade lyckats övertyga påven Eugenius IV att utlysa ett korståg mot osmanerna, vilket kom att kallas "sista korståget". En koalition slöts mellan påvemakten, Ungerns nykrönte konung Vladislav, Venedig och emiratet Karaman. Karamanerna besegrades relativt lätt år 1443, men då Murad var upptagen i Anatolien hade Hunyadi intagit Niš och Georg Branković Sofia samtidigt som Skanderbeg gjort uppror i Albanien. 
Sultanen begav sig till Bulgarien och mötte den ungerska hären i Zlatitsapasset. Slaget blev snarast oavgjort och båda sidorna drog sig därefter tillbaka för vintern. Ingendera av sidorna återupptog stridigheterna när våren kom 1444 och ett fredsfördrag om tio år, där osmanerna gav upp alla anspråk på Serbien och Hercegovina och erkände Branković som dessa länders kung, slöts mellan Murad och Vladislav i Szegedin den 12 juni det året. 
Efter att ha slutit denna fred och tryggat rikets gränser abdikerade Murad, bland annat till följd av sorg efter hans favoritson Ala ud-Dins bortgång, till förmån för Ala ud-Dins tolvårige bror Mehmet och drog sig tillbaka till sitt sommarpalats i Manisa. Redan i september återupptogs dock det ungerska anfallet mot osmanerna efter det att kardinal Julianus Cesarini på order av påven låtit upphäva fredsfördraget. Trots enträgna böner från regeringens vesirer vägrade Murad att återvända från sin exil i Manisa för att leda den osmanska armén, som förlorade mark inför ungrarna. Det var inte förrän den unge sultan Mehmet i ett brev beordrade sin far att bege sig i fält som Murad lämnade Manisa. 
Med hjälp av genuesarna lyckades man transportera över den osmanska armén i Anatolien, förbi den venetianska flottan, till den bulgariska kusten. Slaget mellan Murad och den kristna korstågsarmén kom att stå den 10 november vid Varna. Murad segrade och korståget gick, tillsammans med bland annat kung Vladislav och kardinal Julianus Cesarini, under. Murad drog sig återigen tillbaka till Manisa.

## Sista tiden
År 1446 hade den bysantinske prinsen Konstantin av Mistra lyckats ta det mesta av Grekland och Skanderbeg hade tagit makten över hela Albanien. Murad hade dessutom tvingats slå ner ett janitsjaruppror, med krav på Mehmets avgång, som bröt ut 1445. Den politiska krisen förvärrades av en stor brand i Edirne och Murad lät sig så småningom övertalas av storvesiren Halil Çandarli att återinsätta sig som sultan. 
Sultanen företog ett fälttåg i Grekland där Konstantin besegrades 1447, vilket tvingade kejsar Johannes VIII att avträda allt land mellan Pindosbergen och Korintiska näset, samt att Morea blev skattskyldigt sultanen.
Murad drog så in i Albanien men fick där reda på att János Hunyadi intågat i Serbien. Sultanen mötte tillsammans med sina vasaller Đurađ Branković av Serbien och Dan av Valakiet ungrarna i oktober 1448 i det andra slaget på Trastfältet och besegrade både dem och Skanderbegs armé som kommit till deras undsättning. Sultanen drog sedan ner i Albanien och följde efter den retirerande Skanderbeg. Denne befäste sig dock i sitt klippfort i Krujë och osmanerna lyckades inte komma åt honom trots en lång belägring. 
Då situationen stabiliserats på Balkan begav sig Murad även till Anatolien och besegrade där Timur Lenks son Shah Rukh samt emiraten Karaman och Çorum Amasya.
Murad dog 3 februari 1451, troligen på grund av blodförlust på hemväg till Edirne från ett fälttåg i Albanien. Händelsen hemlighölls länge innan Mehmet åter besteg tronen den 18 februari. Murad begravdes i Bursa. 